# Combattimento al suolo

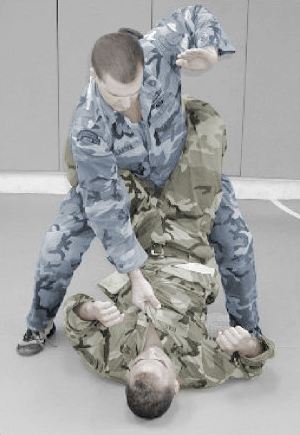
Anche se la guardia è in genere considerata una posizione di vantaggio nel grappling puro, i pugni in altri contesti possono essere molto efficaci da sopra

Il combattimento al suolo (anche lavoro a terra, lotta a terra o ground game) è una parte del combattimento che si svolge quando i due combattenti si trovano al suolo, in genere lottando. Il termine è usato comunemente nel contesto delle arti marziali miste e in altri sport da combattimento, ma anche in alcune arti marziali per indicare il set di tecniche impiegate da un combattente che si trova al suolo, in opposizione a quelle applicate in un combattimento in piedi.
La lotta al suolo è comune nel Brazilian jiu jitsu ed è molto esplorata anche nel Catch wrestling, nel Judo, nel Sambo, nello Shoot wrestling e molti altri stili lottatori.
In maniera simile al clinch, il combattimento al suolo implica che i due che si affrontano siano a stretto contatto, controllando e avvinghiandosi a vicenda tramite prese e posizionamenti. A seconda della posizione, la prossimità può permettere tecniche come morsi, strangolamenti, ganci, colpi agli occhi, chiavi articolari, tecniche con i punti di pressione o vari altri tipi di attacco e presa di sottomissione.